# Округ Кришчан (Кентаки)
Кришчан (енгл. Christian County) је округ у америчкој савезној држави Кентаки.

## Демографија
По попису из 2010. године број становника је 73.955, што је 1.69 (2,3%) становника више него 2000. године.
| Група             | 2000.          | 2010.          |
| Белци             | 49.246 (68,1%) | 50.709 (68,6%) |
| Афроамериканци    | 17.148 (23,7%) | 15.707 (21,2%) |
| Азијати           | 660 (0,9%)     | 754 (1,0%)     |
| Хиспаноамериканци | 3.494 (4,8%)   | 4.541 (6,1%)   |
| Укупно            | 72.265         | 73.955         |